# Émile Paladilhe

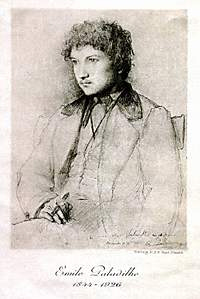
Émile Paladilhe.

Émile Paladilhe (Montpellier, 3 juni 1844  - 6 januari 1926) was een Frans componist van de late romantische periode.

## Biografie
Émile Paladilhe werd geboren in Montpellier. Hij was een muzikaal wonderkind en verhuisde van zijn ouderlijk huis in Zuid-Frankrijk naar Parijs om daar op 10-jarige leeftijd te studeren aan het Conservatoire de Paris. Hij werd een gevierd pianist en was de jongste winnaar van de Prix de Rome, drie jaar na Bizet in 1860. Enige tijd was Galli-Marié zijn geliefde en zij hielp hem bij de compositie van sommige van zijn stukken. Paladilhe trouwde met de dochter van de librettist Ernest Legouvé. Hij was bevriend met de oudere Charles Gounod.

## Oeuvre
Paladilhe schreef verscheidene muziektheaterstukken, een symfonie, meer dan honderd mélodies, werken voor piano en veel geestelijke muziek, waaronder cantates, motetten, missen, koralen en het oratorium Les Saintes-Marie de la mer.  
Zijn opera Patrie! uit 1886 was zijn grootste succes en was een van de laatste grand opéras waarvan de première plaatsvond in de Parijse Opéra. Het was een gelegenheidscompositie, geschreven voor het gala ter ere van de Franse kolonie in Monaco. maar met een Vlaams-nationalistisch thema. De librettisten waren  Victorien Sardou en Louis Gallet
Enkele van Paladilhes werken voor solo-houtblazers en solo-zangstem hebben repertoire gehouden, bijvoorbeeld zijn Solo pour hautbois (Solo voor hobo) uit 1898, ook wel Solo de concert genoemd.

### Opera's
- La fiancée d'Abydos, 1864–66, fragmenten
- Le passant, opéra-comique in een akte, (François Coppée), première bij de Opéra-Comique, 24 April 1872
- L'amour africain, opéra-comique in two aktes, (Ernest Legouvé), première bij de Opéra-Comique, 8 May 1875
- Suzanne, opéra-comique in 3 aktes, (de Lockroy & Cormon), première bij de Opéra-Comique, 30 December 1878
- Diana, opéra-comique in 3 aktes, (Regnier & Normand), première bij de Opéra-Comique, 23 February 1885
- Patrie!, drame lyrique in 5 aktes, (Victorien Sardou & Louis Gallet), première bij de Montpellier, 1892, (gecomponeerd in 1886)
- Vanina, opera in 4 aktes, (Ernest Legouvé & Louis Gallet), gecomponeerd in 1890 (niet uitgevoerd)
- Dalila, opera in 3 aktes, (Feuillet et Louis Gallet), gecomponeerd in  1896 (niet uitgevoerd)

### Geestelijke muziek
- 1e Messe solennelle, voor 4 solisten en dubbelkoor, 1857
- 2e Messe solennelle à St-François d’Assise, met orkest, 1861
- Les Saintes Maries de la Mer, légende de Provence en quatre parties (Louis Gallet), 1892
- 3e Messe solennelle de Pentecôte, met orkest, 1898
- Stabat Mater, 1903

### Andere composities
- Mandolinata, melodie voor mezzo-sopraan, hernomen in de opera Le Passant
- Cantate Ivan IV, Prix de Rome in 1860
- Symfonie, 1862-1863
- Marche de fête voor orkest, 1904